# Associazione Calcio Ternana 1971-1972
Questa voce raccoglie le informazioni riguardanti l'Associazione Calcio Ternana nelle competizioni ufficiali della stagione 1971-1972.

## Stagione
Nella stagione 1971-1972 la Ternana disputa il campionato di Serie B, con 50 punti vince il torneo ottenendo la promozione in Serie A con la Lazio seconda a 49 punti e con il Palermo terzo a 48 punti. Retrocedono in Serie C il Livorno con 26 punti, il Sorrento con 25 punti e il Modena con 22 punti.

Presentatasi al via senza i favori del pronostico, causa una rosa composta perlopiù da mestieranti ed elementi di categoria, la Ternana vinse il campionato di Serie B con 50 punti, staccando di misura la più quotata Lazio e il Palermo, e conquistando per la prima volta nella sua storia la promozione in Serie A, la prima assoluta per una formazione calcistica umbra. 

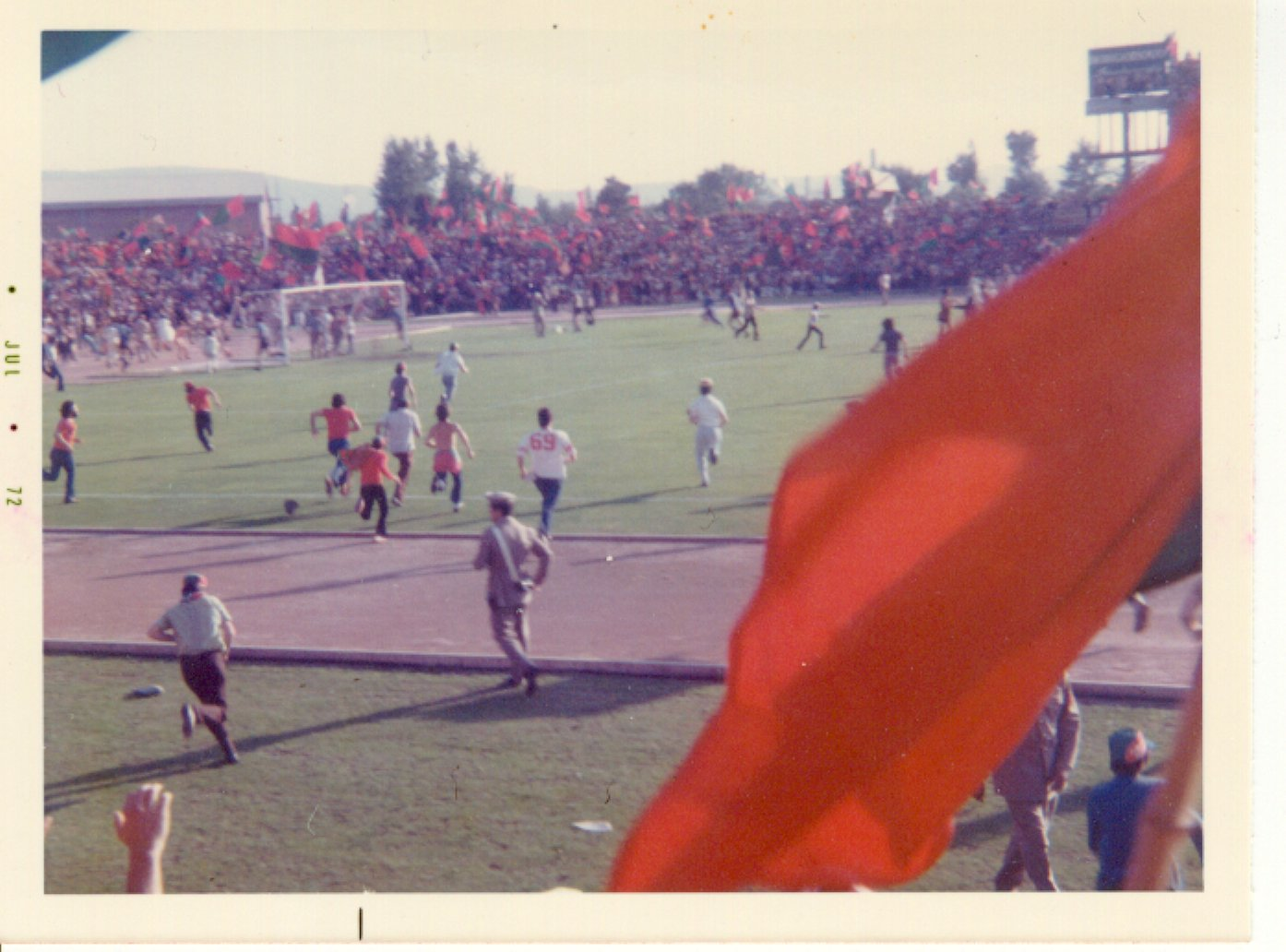
La festa di squadra e tifosi per l'approdo in massima serie

I rossoverdi, allenati da Corrado Viciani, presero il comando fin dalle prime giornate del torneo, chiudendo in testa già il girone di andata a quota 26 punti. Fornendo prestazioni superiori a ogni previsione grazie soprattutto al cosiddetto gioco corto – un sistema tattico ispirato al contemporaneo totaalvoetbal olandese, che proprio a Terni trovò una delle prime applicazioni degne di nota nel calcio italiano –, nella tornata conclusiva mise in cascina altri 24 punti che valsero definitivamente il primo posto e annesso il salto di categoria. L'impegno in Coppa Italia si fermò alla fase a gironi estiva, dove raccolse tre pareggi contro Perugia, Roma e Atalanta, e la sconfitta dell'Olimpico (2-0) con la Lazio.
Il migliore marcatore stagionale delle Fere fu Piero Cucchi autore di 10 gol, di cui 8 in campionato e 2 in Coppa Italia; decisive anche le 8 reti di Antonio Cardillo e i 7 centri del capitano Romano Marinai.

## Rosa
| N. |                   | Ruolo | Calciatore           |
| -- | ----------------- | ----- | -------------------- |
|    | Italia (bandiera) | P     | Graziano De Luca     |
|    | Italia (bandiera) | P     | Gianfranco Geromel   |
|    | Italia (bandiera) | P     | Massimo Migliorini   |
|    | Italia (bandiera) | D     | Fernando Benatti     |
|    | Italia (bandiera) | D     | Pietro Fontana       |
|    | Italia (bandiera) | D     | Giorgio Mastropasqua |
|    | Italia (bandiera) | D     | Paolo Pandrin        |
|    | Italia (bandiera) | D     | Angelino Rosa        |
|    | Italia (bandiera) | C     | Giovanni Brutto      |
|    | Italia (bandiera) | C     | Antonio Quirini      |

| N. |                   | Ruolo | Calciatore                |
| -- | ----------------- | ----- | ------------------------- |
|    | Italia (bandiera) | C     | Ermenegildo Valle         |
|    | Italia (bandiera) | A     | Antonio Cardillo          |
|    | Italia (bandiera) | A     | Piero Cucchi              |
|    | Italia (bandiera) | A     | Sergio Fabbri             |
|    | Italia (bandiera) | A     | Salvatore Jacolino        |
|    | Italia (bandiera) | A     | Rolando Marchetti         |
|    | Italia (bandiera) | A     | Romano Marinai (capitano) |
|    | Italia (bandiera) | A     | Mario Russo               |
|    | Italia (bandiera) | A     | Gianfranco Zeli           |

## Risultati

### Serie B

#### Girone di andata
| Arbitro: | Lazzaroni (Milano) |

|          |           |                       |
| Lodi 30’ | Marcatori | 69’ Cardillo 76’ Zeli |

| Arbitro: | Casarin (Milano) |

|             |           |  |
| Marinai 55’ | Marcatori |  |

| Arbitro: | Cantelli (Firenze) |

|                     |           |  |
| Bonfanti 56’ (rig.) | Marcatori |  |

| Arbitro: | Trinchieri (Reggio Emilia) |

|                          |           |  |
| Cardillo 35’ Marinai 37’ | Marcatori |  |

| Arbitro: | Angonese (Mestre) |

|  |           |            |
|  | Marcatori | 12’ Cucchi |

| Arbitro: | Gialluisi (Barletta) |

|            |           |               |
| Cucchi 20’ | Marcatori | 33’ Bongiorni |

| Livorno 7 novembre 1971 7ª giornata | Livorno             | 0 – 0 | Ternana | Stadio Ardenza\| Arbitro: \| Panzino (Catanzaro) \| |
| Arbitro:                            | Panzino (Catanzaro) |       |         |                                                     |

| Arbitro: | Serafino (Roma) |

|                         |           |  |
| Brutto 80’ Cardillo 88’ | Marcatori |  |

| Arbitro: | Lazzaroni (Milano) |

|                       |           |  |
| Beretti 48’ Paina 51’ | Marcatori |  |

| Arbitro: | Gonella (Torino) |

|                   |           |            |
| Rosa 57’ Zeli 72’ | Marcatori | 58’ Traini |

| Arbitro: | Barbaresco (Cormons) |

|                  |           |  |
| Mastropasqua 54’ | Marcatori |  |

| Arbitro: | Motta (Monza) |

|  |           |                          |
|  | Marcatori | 70’ Cucchi 89’ Marchetti |

| Arbitro: | Moretto (San Donà di Piave) |

|          |           |              |
| Zeli 29’ | Marcatori | 62’ Lombardi |

| Arbitro: | Levrero (Genova) |

|             |           |  |
| Marinai 71’ | Marcatori |  |

| Arezzo 2 gennaio 1972 15ª giornata | Arezzo           | 0 – 0 | Ternana | Stadio Comunale\| Arbitro: \| Torelli (Milano) \| |
| Arbitro:                           | Torelli (Milano) |       |         |                                                   |

| Arbitro: | Stagnoli (Bologna) |

|                                  |           |            |
| Gridelli 55’ (aut.) Jacolino 78’ | Marcatori | 89’ Furlan |

| Arbitro: | Casarin (Milano) |

|             |           |            |
| Rizzati 90’ | Marcatori | 61’ Cucchi |

| Terni 23 gennaio 1972 18ª giornata | Ternana           | 0 – 0 | Brescia | Stadio Libero Liberati\| Arbitro: \| Bianchi (Firenze) \| |
| Arbitro:                           | Bianchi (Firenze) |       |         |                                                           |

| Arbitro: | Cantelli (Firenze) |

|                                             |           |            |
| Jacomuzzi 48’, 80’ (rig.) Vivian 58’ (rig.) | Marcatori | 90’ Cucchi |

#### Girone di ritorno
| Arbitro: | Gussoni (Tradate) |

|                        |           |          |
| Marinai 37’ Cucchi 60’ | Marcatori | 75’ Lodi |

| Arbitro: | Monti (Ancona) |

|                      |           |               |
| Chinaglia 69’ (rig.) | Marcatori | 10’ Marchetti |

| Terni 27 febbraio 1972 22ª giornata | Ternana              | 0 – 0 | Catania | Stadio Libero Liberati\| Arbitro: \| Barbaresco (Cormons) \| |
| Arbitro:                            | Barbaresco (Cormons) |       |         |                                                              |

| Arbitro: | Motta (Monza) |

|  |           |                  |
|  | Marcatori | 80’ (rig.) Russo |

| Arbitro: | Gonella (Torino) |

|                   |           |                |
| Cucchi 16’ (rig.) | Marcatori | 85’ Traspedini |

| Arbitro: | Trono (Torino) |

|           |           |                          |
| Fazzi 75’ | Marcatori | 42’ Marchetti 70’ Cucchi |

| Arbitro: | Panzino (Catanzaro) |

|                                    |           |                    |
| Russo 23’ Marinai 42’ Cardillo 47’ | Marcatori | 90’ (rig.) Achilli |

| Arbitro: | Motta (Monza) |

|                                  |           |  |
| Pienti 31’ Cané 49’ Colautti 58’ | Marcatori |  |

| Arbitro: | Casarin (Milano) |

|                        |           |  |
| Valle 70’ Cardillo 73’ | Marcatori |  |

| Arbitro: | Carminati (Milano) |

|             |           |  |
| Morello 51’ | Marcatori |  |

| Palermo 23 aprile 1972 30ª giornata | Palermo        | 0 – 0 | Ternana | Stadio La Favorita\| Arbitro: \| Trono (Torino) \| |
| Arbitro:                            | Trono (Torino) |       |         |                                                    |

| Terni 30 aprile 1972 31ª giornata | Ternana          | 0 – 0 | Cesena | Stadio Libero Liberati\| Arbitro: \| Torelli (Milano) \| |
| Arbitro:                          | Torelli (Milano) |       |        |                                                          |

| Arbitro: | Gonella (Torino) |

|                                    |           |                      |
| Mastropasqua 4’ (aut.) Pozzato 13’ | Marcatori | 5’ Russo 71’ Marinai |

| Monza 14 maggio 1972 33ª giornata | Monza               | 0 – 0 | Ternana | Stadio Gino Alfonso Sada\| Arbitro: \| Francescon (Padova) \| |
| Arbitro:                          | Francescon (Padova) |       |         |                                                               |

| Arbitro: | Motta (Monza) |

|                       |           |                  |
| Cardillo 15’ Zeli 24’ | Marcatori | 37’, 69’ Galuppi |

| Arbitro: | Torelli (Milano) |

|            |           |                       |
| Albano 70’ | Marcatori | 43’ Benatti 67’ Russo |

| Arbitro: | Gussoni (Tradate) |

|                           |           |  |
| Cardillo 25’ Jacolino 47’ | Marcatori |  |

| Arbitro: | Panzino (Catanzaro) |

|             |           |  |
| Guerini 16’ | Marcatori |  |

| Arbitro: | Casarin (Milano) |

|                                    |           |                      |
| Valle 14’ Cardillo 26’ Marinai 54’ | Marcatori | 85’ (rig.) Jacomuzzi |

### Coppa Italia

#### Primo turno
| Arbitro: | Marino (Taranto) |

|            |           |           |
| Cucchi 77’ | Marcatori | 54’ Urban |

| Roma 8 settembre 1971 3ª giornata | Roma              | 0 – 0 | Ternana | Stadio Olimpico\| Arbitro: \| Toselli (Cormons) \| |
| Arbitro:                          | Toselli (Cormons) |       |         |                                                    |

| Arbitro: | Francescon (Padova) |

|            |           |                |
| Cucchi 58’ | Marcatori | 9’ Magistrelli |

| Arbitro: | Monti (Ancona) |

|                     |           |  |
| Nanni 10’ Massa 58’ | Marcatori |  |

## Statistiche

### Statistiche di squadra
| Competizione | Punti | In casa | In casa | In casa | In casa | In casa | In casa | In trasferta | In trasferta | In trasferta | In trasferta | In trasferta | In trasferta | Totale | Totale | Totale | Totale | Totale | Totale | DR   |
| Competizione | Punti | G       | V       | N       | P       | Gf      | Gs      | G            | V            | N            | P            | Gf           | Gs           | G      | V      | N      | P      | Gf     | Gs     | DR   |
| ------------ | ----- | ------- | ------- | ------- | ------- | ------- | ------- | ------------ | ------------ | ------------ | ------------ | ------------ | ------------ | ------ | ------ | ------ | ------ | ------ | ------ | ---- |
| Serie B      | 50    | 19      | 12      | 7       | 0       | 28      | 10      | 19           | 6            | 7            | 6            | 15           | 18           | 38     | 18     | 14     | 6      | 43     | 28     | + 15 |
| Coppa Italia | 3     | 2       | 0       | 2       | 0       | 2       | 2       | 2            | 0            | 1            | 1            | 0            | 2            | 4      | 0      | 3      | 1      | 2      | 4      | -2   |
| Totale       |       | 21      | 12      | 9       | 0       | 30      | 12      | 21           | 6            | 8            | 7            | 15           | 20           | 42     | 18     | 17     | 7      | 45     | 32     | +13  |

### Statistiche dei giocatori
| Giocatore       | Serie B  | Serie B | Coppa Italia | Coppa Italia | Totale   | Totale |
| Giocatore       | Presenze | Reti    | Presenze     | Reti         | Presenze | Reti   |
| --------------- | -------- | ------- | ------------ | ------------ | -------- | ------ |
| F. Benatti      | 32       | 1       | 2            | 0            | 34       | 1      |
| G. Brutto       | 18       | 1       | 3            | 0            | 21       | 1      |
| A. Cardillo     | 35       | 8       | 4            | 0            | 39       | 8      |
| P. Cucchi       | 30       | 8       | 4            | 2            | 34       | 10     |
| G. De Luca      | 6        | -7      | -            | -            | 6        | -7     |
| S. Fabbri       | -        | -       | 1            | 0            | 1        | 0      |
| P. Fontana      | 18       | 0       | 3            | 0            | 21       | 0      |
| G. Geromel      | 18       | -12     | -            | -            | 18       | -12    |
| S. Jacolino     | 29       | 2       | 2            | 0            | 31       | 2      |
| R. Marchetti    | 19       | 3       | -            | -            | 19       | 3      |
| R. Marinai      | 37       | 7       | 4            | 0            | 41       | 7      |
| G. Mastropasqua | 36       | 1       | 3            | 0            | 39       | 1      |
| M. Migliorini   | 16       | -9      | 4            | -4           | 20       | -13    |
| P. Pandrin      | 28       | 0       | 4            | 0            | 32       | 0      |
| A. Quirini      | 5        | 0       | -            | -            | 5        | 0      |
| A. Rosa         | 36       | 1       | 4            | 0            | 40       | 1      |
| M. Russo        | 36       | 4       | 4            | 0            | 40       | 4      |
| E. Valle        | 36       | 2       | 4            | 0            | 40       | 2      |
| G. Zeli         | 20       | 4       | 4            | 0            | 24       | 4      |